# Nathan Jones (entrenador)
Nathan Jason Jones (Blaenrhondda, Reino Unido; 28 de mayo de 1973) es un exfutbolista y entrenador galés. Actualmente dirige al Charlton Athletic.

## Trayectoria como futbolista

### Primeros años
Comenzó su carrera con el equipo juvenil del Cardiff City.
En el verano 1991 fue liberado por Cardiff y jugó para Maesteg Park, Ton Pentre y Merthyr Tydfil. Pasó dos años en Penydarren Park antes de fichar por el Luton Town en julio de 1995 por 10.000 libras esterlinas. Sin embargo, pronto se mudó a España para unirse al Badajoz de la Segunda División española, que estaba dirigido por el inglés Colin Addison. En la temporada 1996-97 bajó a la Segunda División B uniéndose al Numancia y los ayudó a obtener el ascenso a través de los play-offs. Jones acredita su tiempo en España como un gran impacto en su vida y carrera.

### Southend United
Regresó a Inglaterra en 1997 para jugar en el Southend United. Pasó tres temporadas en el Southend, incluido un préstamo en el Scarborough en la temporada 1998–99.

### Brighton & Hove Albion
Luego se mudó al Brighton & Hove Albion donde hizo más de 150 apariciones durante sus cinco temporadas en el club, logrando tres ascensos.

### Yeovil Town
En 2005 se mudó a Yeovil Town y se estableció como miembro del primer equipo. Su asociación de siete años con el club incluyó la capitanía del equipo en el estadio de Wembley para la final de los play-offs de la Football League One de 2007, que resultó en una derrota por 2-0 ante el Blackpool.
Jones comenzó su insignia de entrenador de nivel tres de la FA Cup en el verano de 2008 y se convirtió en entrenador del primer equipo de Yeovil Town Ladies desde noviembre de 2007 junto con el entrenador Steve Phelps y el asistente Nigel Wolfe.
El 18 de febrero de 2009, Jones fue confirmado como jugador-entrenador asistente del Yeovil, junto con Terry Skiverton. Tras el reemplazo de Skiverton por Gary Johnson, Jones fue degradado al puesto de entrenador del primer equipo.
El 1 de junio de 2012, Jones dejó Yeovil Town después de siete años de haber estado vinculado al club, y de haber jugado 211 partidos.

## Trayectoria como entrenador

### Inicios

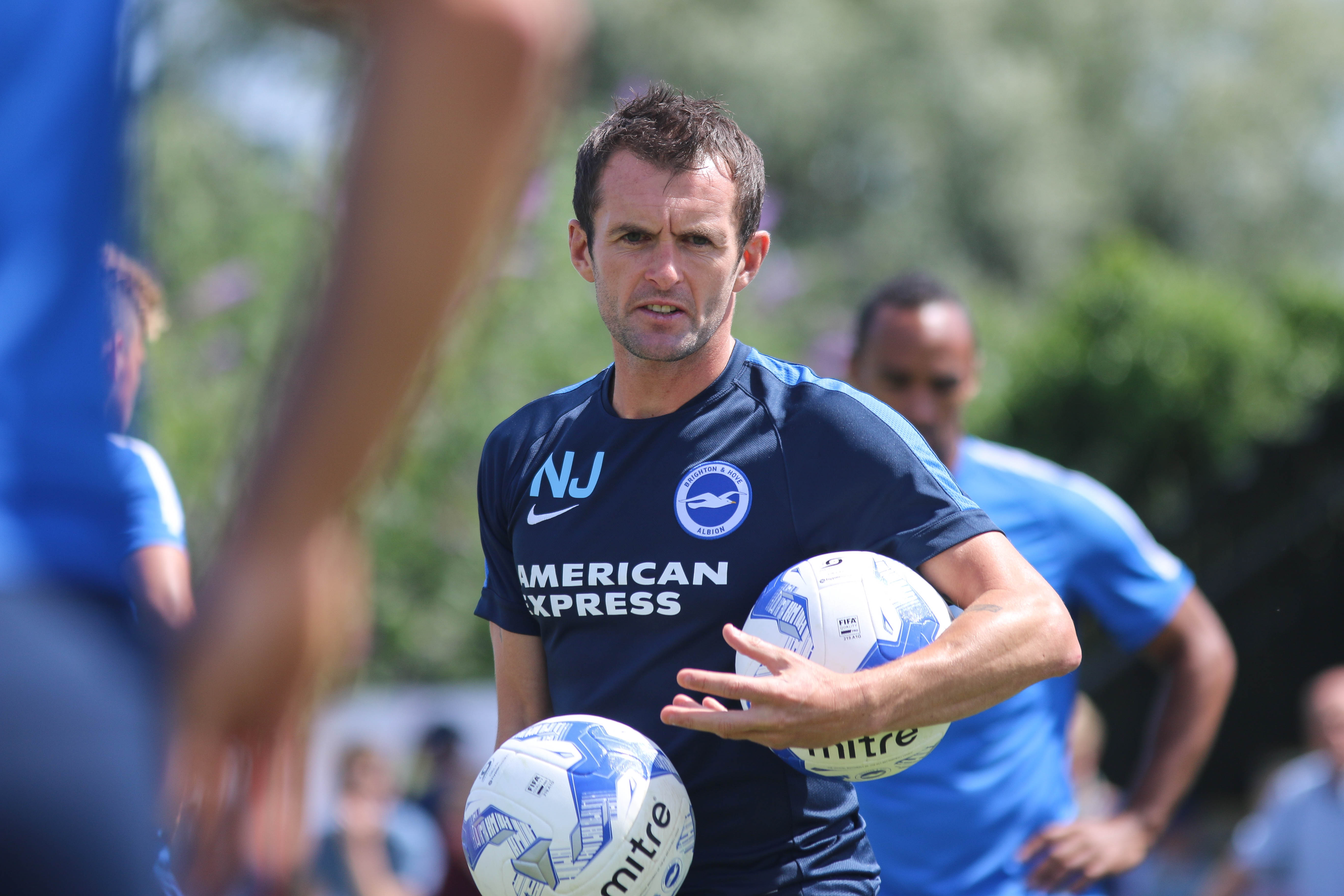
Jones en 2015

El 27 de junio de 2012, Jones se unió al club del Championship Charlton Athletic como su entrenador de desarrollo profesional sub-21.
El 19 de julio de 2013, Jones se unió al Brighton & Hove Albion, ocupando el nuevo puesto segundo entrenador, trabajando con Óscar García. Tras la salida del español del Brighton y el nombramiento del nuevo entrenador Sami Hyypiä, Jones cambió de rol y se convirtió en el entrenador del primer equipo de Brighton. Después de la renuncia de Hyypia el 22 de diciembre de 2014, Jones fue nombrado entrenador interino. Tras el nombramiento de Chris Hughton como técnico el 31 de diciembre de 2014, Jones volvió a ocupar su puesto de segundo entrenador. El 3 de febrero de 2015, después del nombramiento de Colin Calderwood como asistente del entrenador de Hughton, Jones fue degradado al puesto de entrenador del primer equipo.

### Luton Town
El 6 de enero de 2016, Jones dejó su papel como entrenador del primer equipo con Brighton para convertirse en el nuevo entrenador del Luton Town de la League Two con un contrato de dos años y medio. Ganó 11 de sus 21 partidos a cargo durante el resto de 2015-16, alejando al club del peligro del descenso al puesto N°11.
Jones realizó cambios completos en el equipo de Luton antes de 2016-17, liberó a 12 jugadores y contrató a ocho nuevos. El equipo de Jones pasó solo una semana de la temporada fuera de las siete primeras posiciones, mientras que también llevó al club a la semifinal del EFL Trophy. Firmó un nuevo contrato de tres años y medio con el club el 20 de marzo de 2017. Luton terminó la temporada 2016-17 en el cuarto lugar, pero Blackpool lo derrotó por 6-5 en el global en la semifinal de los play-offs, lo que significó que volvería a competir la temporada 2017-18 en la League Two.
Jones manifestó su ambición de ir un paso más allá y ganar el ascenso a la League One en 2017-18 y dijo: "Este año no podemos tener excusas, no podemos tener esa ingenuidad sobre nosotros, no permitiremos que los equipos saquen empates y nos cuesten nuestro objetivo final". Su reclutamiento de verano se centró en fichar a jugadores experimentados que previamente habían ganado el ascenso, y lo logró al fichar a Alan McCormack, James Collins y Marek Štěch. Luton comenzó la temporada con una victoria en casa por 8-2 sobre Yeovil Town para establecer un récord del club por su mayor margen de victoria en el primer día de la temporada. El club logró el ascenso a League One el 21 de abril de 2018 después de una ausencia de 10 años luego de un empate 1-1 ante Carlisle United. Una semana después, aseguraron un segundo puesto en la tabla con una victoria en casa por 3-1 sobre Forest Green Rovers.
Jones continuó llevando a Luton en una trayectoria ascendente durante la temporada 2018-19, lo que llevó al club al segundo lugar en la League One en enero de 2019 con la mayor cantidad de goles marcados. Tras el despido de Gary Rowett, se le vinculó con el puesto vacante de entrenador de Stoke City en enero de 2019. El 9 de enero, el club anunció que le había dado permiso a Jones para hablar con Stoke City. Su partida se anunció más tarde ese mismo día y dejó Luton con la proporción más alta de puntos por juego de la Liga de Fútbol de cualquier entrenador en su historia.

### Stoke City
Jones fue nombrado entrenador del Stoke City el 9 de enero de 2019 después de que el club acordara una compensación con el Luton. Jones ganó tres partidos de los 21 restantes en 2018-19 y Stoke terminó en la 16.ª posición. Durante el mercado de verano, Jones incorporó a diez nuevos jugadores para construir su propio equipo. El Stoke tuvo un mal comienzo en la temporada 2019-20 ganando solo un punto en los primeros seis partidos. Jones fue despedido el 1 de noviembre de 2019 después de ganar solo 2 de los primeros 14 partidos de la temporada 2019-20. A pesar de su despido, Jones declaró más tarde que no se arrepentía de haber dejado Luton para dirigir al Stoke.

### Regreso al Luton Town
El 28 de mayo de 2020, Jones fue nombrado entrenador del Luton Town, casi 18 meses después de dejar el club para dirigir al Stoke. Reemplazó a Graeme Jones, quien se fue de mutuo acuerdo el mes anterior. En su primera rueda de prensa, Jones habló de su "arrepentimiento" y "remordimiento" por la forma en que dejó el club y que entendía la reacción mixta de los aficionados a su salida y regreso, con la esperanza de poder recuperar su confianza. Jones pasó a guiar con éxito al Luton a asegurar su permanencia en la Championship en el último día de la temporada y finalizaron en el puesto 19, a pesar de que el club estaba en el puesto 23 cuando el galés se reincorporó. En la temporada siguiente, Jones alcanzó el duodécimo puesto con 62 puntos, el total de puntos más alto del Luton en segunda división desde la temporada 1981-82.
En enero de 2022, Jones firmó un nuevo contrato con el Luton hasta 2027. Los resultados continuaron mejorando y el club terminó sexto clasificándose para los playoffs de ascenso. Aunque el club finalmente perdió 2-1 en el global ante el Huddersfield Town en la semifinal, Jones fue ampliamente elogiado por su gestión y fue nombrado Mejor Entrenador de la temporada 2021-22 en los premios anuales de la Championship.

### Southampton
El 10 de noviembre de 2022, Jones fue nombrado entrenador del Southampton de la Premier League, sucediendo a Ralph Hasenhüttl, y firmó un contrato de tres años y medio con el club. Perdió su primer partido ante el Liverpool el 12 de noviembre de 2022. El 20 de diciembre de 2022, Jones sumó su primera victoria contra el Lincoln City en la EFL Cup. El 14 de enero de 2023, Jones consiguió su primera victoria en la Premier League (2-1) contra el Everton. Sin embargo, el 12 de febrero de 2023, tras una derrota por 2-1 contra el Wolves, el Southampton despidió a Jones. Jones dejó el club con solo una victoria en la liga en ocho partidos, dejando al Southampton colista de la Premier. Fue el entrenador no interino con menos tiempo en la historia de Southampton.

### Charlton Athletic
El 4 de febrero de 2024, fue oficializado como entrenador del Charlton Athletic. En su segunda temporada a cargo, logró el ascenso al EFL Championship después de vencer al Leyton Orient por 1-0 en la final de los play-offs.

## Clubes

### Como jugador
| Club                   | País       | Año       |
| ---------------------- | ---------- | --------- |
| Maesteg Park           | Gales      | 1991-1992 |
| Ton Pentre             | Gales      | 1992-1993 |
| Merthyr Tydfil         | Gales      | 1993-1995 |
| Badajoz                | España     | 1995-1996 |
| Numancia               | España     | 1996-1997 |
| Southend United        | Inglaterra | 1997-2000 |
| Brighton & Hove Albion | Inglaterra | 2000-2005 |
| Yeovil Town            | Inglaterra | 2005-2012 |

### Como entrenador
| Club                              | País       | Año           |
| --------------------------------- | ---------- | ------------- |
| Brighton & Hove Albion (interino) | Inglaterra | 2014          |
| Luton Town                        | Inglaterra | 2016-2019     |
| Stoke City                        | Inglaterra | 2019          |
| Luton Town                        | Inglaterra | 2020-2022     |
| Southampton                       | Inglaterra | 2022-2023     |
| Charlton Athletic                 | Inglaterra | 2024-presente |

## Palmarés

### Como futbolista
Brighton y Hove Albion
- English Football League One: 2000-01
- English Football League Championship: 2001-02

### Como entrenador
Distinciones individuales
- Entrenador del mes de la EFL League One : diciembre de 2018
- Entrenador del mes de la EFL League Two: octubre de 2017, noviembre de 2017 y abril de 2018